# Dragoljub Petrović
Dragoljub Petrović (srbsky Драгољуб Петровић; * 20. června 1935, Kosor, Království Jugoslávie) je srbský univerzitní učitel a jazykovědec, zaměřením serbista, zabývající se historií a dialektologií srbského jazyka.

## Život a dílo
Dragoljub Petrović se narodil v Kosoru nedaleko Podgorice v někdejším Království Srbů, Chorvatů a Slovinců, tj. na dnešním území Černé hory. V 60. letech 20. století vystudoval Filozofickou fakultu Univerzity v Novém Sadu (srbsky Filozofski fakultet Univerziteta u Novom Sadu), doktorát získal v roce 1971 a profesuru pak o 30 let později.

### Publikační činnost (výběr)
- Zaperci srpskoga jezika (srbsky Заперци српскога језика; 2013)
- Gudurić, Snežana; Petrović, Dragoljub. Fonologija srpskoga jezika (srbsky Фонологија српскога језика; 2010)